# Toano
Toano (emilián nyelven Toân, toanói nyelvjárásban Tvân vagy Tuân) település Olaszországban, Emilia-Romagna régióban, Reggio Emilia megyében. Lakosainak száma 4141 fő (2023. január 1.). Toano Baiso, Carpineti, Frassinoro, Montefiorino, Palagano, Villa Minozzo és Prignano sulla Secchia községekkel határos.

## Népesség
A település lakossága az elmúlt években az alábbi módon változott:
| Lakosok száma | 4465 | 4433 | 4141 |
|               | 2017 | 2018 | 2023 |